# Słonecznik szorstki
Słonecznik szorstki (Helianthus pauciflorus Nutt.) – gatunek rośliny z rodziny astrowatych. Pochodzi ze środkowej i wschodniej części Ameryki Północnej, poza tym rozprzestrzeniony jako roślina ozdobna. Uprawiany jest także w Polsce.

## Morfologia
ŁodygaProsto wzniesiona o wysokości od 0,5 do 2 m.
LiścieUlistnienie naprzeciwległe, regularne. Lancetowate, stopniowo zwężające się w krótki ogonek są bardzo sztywne.
KwiatyZebrane w kwiatostany typu koszyczek, które na pędzie wyrastają w liczbie kilku. Koszyczki otulone są okrywą złożoną ze ściśle przylegających, dachówkowato nachodzących na siebie listków. Brzeżne kwiaty języczkowe są żółte, a środkowe kwiaty rurkowe są czerwonawo-brunatne.